# List „Z piekieł”
List „Z piekieł” (lub „list Luska” ang. From Hell letter) – list wysłany w 1888 roku przez nadawcę, mającego być seryjnym mordercą, znanym jako Kuba Rozpruwacz. 
Choć w czasie zbrodniczej działalności Rozpruwacza przychodziły do policji setki listów od osób podających się za mordercę, wielu badaczy uważa, że list „Z piekieł” jest jednym z prawdopodobnie autentycznych pism jego autorstwa. Nadawca nie podpisał listu pseudonimem „Kuba Rozpruwacz”, co wyróżnia go od wcześniejszego listu „Drogi szefie” i karty pocztowej „Zuchwały Kuba”, a także ich naśladowców. List „Z piekieł” charakteryzuje się przy tym znacznie niższym poziomem gramatycznym niż poprzednie dwa.
List, noszący stempel z datą 15 października 1888, adresowany był do George’a Luska, stojącego na czele Komitetu Czujności Dzielnicy Whitechapel. Lusk odebrał go następnego dnia.
Powodem, dla którego list ten wyróżnia się na tle pozostałych jest to, iż dostarczony został razem z niewielkim pudełkiem zawierającym połowę nerki, zakonserwowanej w etanolu. Było to znaczące wobec faktu, że Rozpruwacz zabrał ze sobą jedną nerkę z ciała Catherine Eddowes, swojej czwartej ofiary. W opinii niektórych lekarzy narząd znajdujący się w makabrycznej przesyłce mógł być dowcipem studentów medycyny, podobnie zresztą jak sam list. Badania przeprowadzone przez chirurga dr. Thomasa Openshawa wykazały, że dołączona do tekstu nerka faktycznie była ludzka, jednak wbrew sensacyjnym doniesieniom prasowym nie udało się ustalić wieku ani płci jej właściciela. 

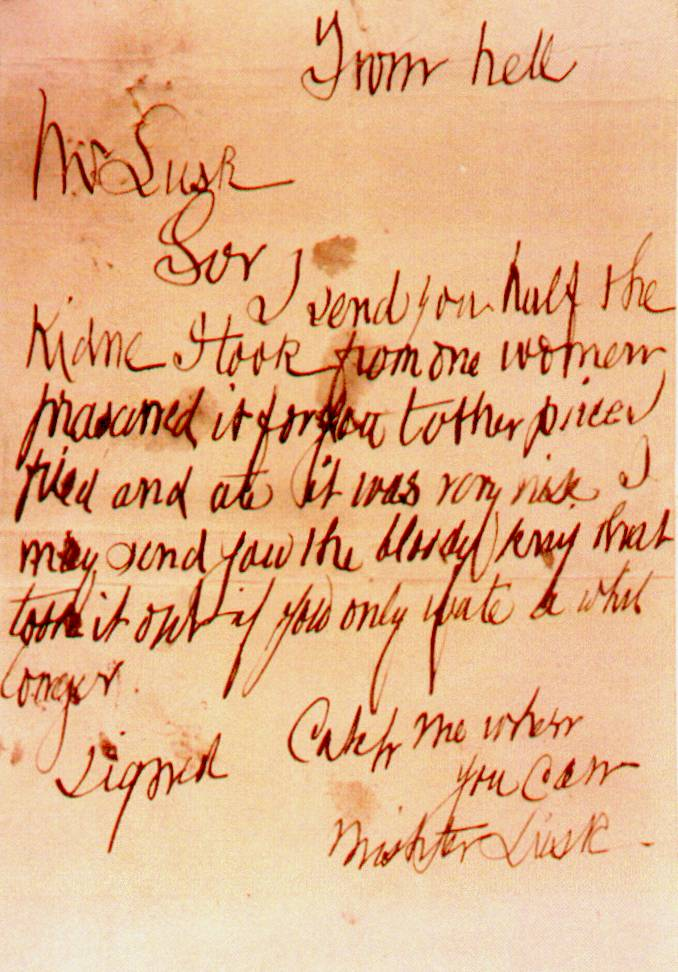
Fotograficzna kopia zaginionego obecnie listu „Z piekieł”, nadanego 15 X 1888.

Treść listu, obfitującego w braki interpunkcyjne i ortograficzne, brzmiała następująco:

(Polskie tłumaczenie oddaje w przybliżeniu pisownię i charakter gramatyczny listu.)
| From hell M Lusk Sor I send you half the Kidne I took from one women and prasarved it for you tother pirce I fried and ate it was very nise I may send you the bloody knif that took it out if you only wate a whil longer. Signed Catch me when you Can Mishter Lusk | Z piekieł P. Lusk Panje posyłam panu pół Nyrki którą wyjąłem jednej kobicie i zahuwałem dla pana drógą czynść usmażyłem i zjadłem była bardzo smaszna mogę posłać panu okrwawiony nuż jaki ją wyrżnął jeśli tylko poczyka pan trochy dłużej. Podpisany Złap mnie kiedy Potrafisz Panje Lusk |

Oryginał listu, podobnie jak załączona doń nerka, w późniejszych latach zaginęły, razem z wieloma innymi przedmiotami z archiwów policyjnych, dotyczących sprawy Rozpruwacza. Zamieszczone zdjęcie zrobiono przed zaginięciem listu.